# Det vita bandet
Det vita bandet (originaltitel Das weiße Band) är en dramafilm från 2009, i regi av Michael Haneke. Filmen vann Guldpalmen vid filmfestivalen i Cannes. Den var nominerad till en Oscar för bästa utländska film vid Oscarsgalan 2010. I en av rollerna ses Susanne Lothar som Haneke har spelat in tre filmer med tidigare: Funny Games (1997), Slottet (1997) samt Pianisten (2001).

## Handling
Filmen utspelar sig i en by i norra Tyskland strax innan första världskrigets utbrott, och skildrar den tyska kejsartidens mentalitet strax före första världskrigets utbrott, men har samtidigt ett allmängiltigt budskap. Filmen producerades i svartvitt för att ge autenticitet åt den protestantisk-preussiska miljön i ett auktoritärt godssamhälle i Ostelbien.

## Medverkande i urval
- Christian Friedel – Skollärare
- Ernst Jacobi – Berättarröst (skolläraren många år senare)
- Leonie Benesch – Eva
- Ulrich Tukur – Baronen
- Ursina Lardi – Marie-Luise, baronessan
- Fion Mutert – Sigmund
- Michael Kranz – Informatorn
- Burghart Klaussner – Pastorn
- Steffi Kühnert – Anna, pastorns fru
- Rainer Bock – Läkaren
- Theo Trebs – Ferdinand
- Susanne Lothar – Frau Wagner, barnmorskan
- Leonard Proxauf – Martin
- Sebastian Hülk – Max
- Josef Bierbichler – Förvaltaren
- Detlev Buck – Evas far
- Maria-Victoria Dragus – Klara
- Janina Fautz – Erna
- Levin Henning – Adolf
- Johanna Busse – Margarete
- Gabriela Maria Schmeide – Emma, förvaltarens fru
- Enno Trebs – Georg
- Roxane Duran – Anna
- Miljan Chatelain – Rudi
- Eddy Grahl – Karli